# ميلو مواريه
ميلو موير (بالفرنسية: Milo Moiré) هي فنانة وعارضة أزياء وناشطة مذهب عري سويسرية ولدت في سنة 1983 في سويسرا، وهي من أصل إسباني سلوفاكي لها شهادة علم النفس باختصاص الفنون وتعيش حالياً في مدينة دوسلدورف في ألمانيا وعرفت بنشاطها ضد التحرش الجنسي في أوروبا.

## روابط خارجية
- ميلو مواريه على موقع IMDb (الإنجليزية)